# 東京ふんどし芸者
『東京ふんどし芸者』（とうきょうふんどしげいしゃ）は、1975年公開の日本映画。堀めぐみ主演・野田幸男監督。製作：東映東京撮影所、配給：東映。R-18（成人映画）指定。
映連のサイトでは含まれないが、東映の"温泉芸者シリーズ"の一本とされ、シリーズ7作目にして最終作。"東映温泉芸者シリーズ"は、第1作から5作目まで東映京都撮影所（以下、東映京都）の製作。第6作目の『温泉おさな芸者』と本作が東映東京撮影所（以下、東映東京）の製作。

## キャスト
- 橋本和世：堀めぐみ
- 橋本いく：三原葉子
- 橋本文造：北村英三
- 亀田千吉：南城竜也
- 野毛力夫：由利徹
- 行司：山城新伍
- 花蝶：茜ゆう子
- 豆奴：三井マリア
- 菊千代：内藤杏子
- とんぼ：叶優子
- すずめ：渡引玲子
- 美代春：港まゆみ
- 鶴丸：佳園
- ます代：松井康子
- 大牟田善平：小松方正
- 実方：大泉滉
- 銭村：天津敏
- 小森：関山耕司
- 岡持：佐藤晟也
- 八木坂：土山登士幸
- 角井：南利明

## スタッフ
- 監督：野田幸男
- 脚本：掛札昌裕・中島信昭
- 企画：天尾完次・高村賢治
- 撮影：中島芳男
- 音楽：津島利章
- 美粧：中村修一郎
- 録音：長井修堂
- 照明：小杉芳雄
- 編集：西東清明
- 助監督：岡本明久

## 製作

### 企画
当時の東映東京は不振続きで、さらに組合運動も京都に比べて活発で、このままでは岡田茂東映社長が、当時構想していると噂された東西のどちらかの撮影所を閉鎖する側になりかねないと東映東京の活動屋は危機感を抱き、起死回生の企画として立案された。これを例によって「タイトル作りの天才」こと、岡田茂が『東京ふんどし芸者』と題名つけた。岡田は"温泉芸者シリーズ"が好きだったとされ、岡田好みのエロサービス狙いの映画である。岡田は「"温泉芸者シリーズ"はタイトルだけでお客を呼ぶ力があった」「半分笑いになるからいい」など述べていた。1968年に岡田が"温泉芸者シリーズ"を始める際、その第一作に『温泉ふんどし芸者』と命名したが、映倫からのクレームで、『温泉あんま芸者』に変更した。なぜこの年になって似たようなタイトル『東京ふんどし芸者』がOKになったかといえば、岡田は1971年9月に映倫維持委員会常任委員長に就任しており、1968年当時は映倫から審査される側だったが、この年は審査する側になったからである。

### キャスティング
1975年9月19日、東京東大泉の東映東京でクランクイン。宣伝を兼ね、マスメディアを集めて連日満員御礼の大相撲秋場所に対抗し、オープンセット内に畳20畳を敷いて上半身裸、下半身に赤いチリメンふんどしを締めた美女10人による女相撲＋騎馬戦のデモンストレーションが行われた。行司も同じ格好をした女性が務め「ハッケヨイ、ノコッタ、ノコッタ」などと声をかけ、ふんどしが擦り落ちそうになった。新人で主演を務める堀めぐみは『下刈り半次郎(秘)観音を探せ』と『まむしと青大将』にチラッとだけ出演した後、本作の主役に大抜擢された。堀は本名：内堀文恵。奈良文化女子短大を卒業したばかりの20歳で、保母の資格を持つインテリ。身長160cm、B86cm、W60cm、H89cmで、小股が切れ上がりふんどしがよく似合うと主役に抜擢された。堀は家宝の"昇り昇天"を武器に男どもを軒並み幸せにしていく役。マスメディアの取材に「ふんどしよりはヌードがいいわね。あなたが女性のパンティーを履いた時と、そりゃあ同じ気持ちよ」などと話した。
ライバル芸者花蝶には、ピンク映画で多くの主演を務めた茜ゆう子がキャスティングされた。豆奴を演じる三井マリアは、新宿三光町のガソリンスタンドで働く事務員だったが、沢井プロ代表・沢井悠一にスカウトされた。高校時代は水泳の選手で、泳がせてみたら、クロールで泳ぐたびに凄いバストが横に流れるのに注目し脱がせる決心を固めた。演技力は0に等しかったが、『好色元禄(秘)物語』で2メートルもある蛇を裸身に巻き付け大ハッスル。東京12チャンネルのバラエティ番組『独占!男の時間』をステップにして本作でふんどし芸者を演じた。映画は東映で二本出た後、日活ロマンポルノの傑作とされる『わたしのSEX白書 絶頂度』に主演し、突如姿を消した。

### 撮影
起死回生とは号令ばかりで、予算も少なく、許容尺数も撮影スケジュールも最低に近い規模を与えられた。ここへ「残業の帝王」こと野田幸男が監督に抜擢された。野田は滅多やたら撮りまくり、カットを切り刻み、脚本にもしつこく口出しし、現場も音を上げ、岡田社長からも嫌われた。本作でも野田は頑なに自身のポリシーを貫き、連日、撮影所首脳に呼び出され、説教され続けた。それでも聞かず、遂に「あれほど忠告したのに予算も日数もオーバーだ。客の入りがよかったとしても、野田くん、君はもう、この撮影所で二度と仕事が出来ないと思ってくれ」と最後通告を受けるに至った。
クライマックスの見せ場であるふんどし一丁になった芸者たちによる騎馬戦と花電車三番勝負の撮影の前日、主演級女優がトンズラ（遁走）した。ポルノ映画の撮影ではよくあることで、プロデューサーも慣れっこでさほど慌てず、東映京都から脱げる大部屋女優を調達し、東映本社を通して調整し、翌日上京した。
製作費が尋常でなく安く、それまでの"東映温泉芸者シリーズ"は、実際に地方の温泉地に行ってロケを行ったが、ロケを減らしてほとんどがスタジオのセット撮影。それまでの地方の温泉場ではなく、タイトル通り、屋外シーンのメイン撮影は寂れゆく三業地・中野新橋。その他の屋外シーンは時間もないため、本作品担当外のスタッフが行った。60人のヌード女優の騎馬戦の撮影はクランクアップの日。女たちは掴み合い、転げ回り、ふんどしが外れ、中には前貼りを嫌って付けてない女優もいるためナニが露わになった。しかし野田はいつまで経っても「カット」を掛けない。リハーサルでは、とっくにカットが掛かっている筈だったが、カットが掛からない限り、芝居を続けるのが役者の習性のため、女優たちは、必死に相手に組みつき、息も絶え絶え、乱闘を続ける。「もう限界だ!」と助監督の佐伯俊道が「カット！」と叫んだ。汗まみれの女優たちが次々に倒れ込んだ。佐伯は野田に「出過ぎた真似してすみません。でも何でカットを掛けなかったんですか？」と言ったら、野田は「すまん。大学出てから、ずっとここで育ってきた。この撮影所には、僕の青春が詰まっているんだ。でもこのカットで、僕の撮影所生活が終わる。そんなこと考えてたら、声が出なくなった」と涙を流した。
1975年9月28日、撮影10日間でクランクアップ。

## 同時上映
『極道社長』
- 主演：梅宮辰夫 / 監督：中島貞夫

※東京丸の内東映のみ『飢餓海峡』のリバイバル上映。

## 宣伝
併映『極道社長』とスポーツ新聞等に掲載されたキャッチコピーは、「ナヌ!?めくってもめくっても《悩殺笑殺特集》大増刊」で、本作は「見せたげる！とっておき九番秘戯の花電車！ ざっと数えて69人、ふんどし一丁のエロ攻勢！ 最後はモチロンほどいて見せるドッキリお遊びテクニック 田植遊び・裸女騎馬戦・おんな相撲は序の口よ! おアトはスゴイビール瓶ディープスロート、バナナ・カット、ゼニ挟み、口じゃ言えないご乱行」だった。

## 作品の評価
藤木TDCは「さながら山田風太郎の忍法帖よろしく、芸者たちが"花電車"で秘技を競い合う、恐ろしくオリジナリティーの高い"花電車アクション"の世界を構築、遂に温泉芸者映画の到達点を示した。この後の海外旅行ブームによって徐々に庶民の夢から遠ざかっていき、温泉芸者映画は日活ロマンポルノで細々と製作されるにとどまった。1985年、今世紀最後の温泉芸者ムービーの大作が信じられないキャストで封切られた。またも東映による吉永小百合主演の『夢千代日記』（浦山桐郎監督）である。しかしそこにある温泉芸者の世界は、寂れ果てゆくピンク温泉郷の現実同様に、あまりにも夢がなく、暗鬱なものだった。60年代、男たちが遊んだこの世の桃源郷は、はるか彼方に消えたのか」などと評した。

## 影響
『東京ふんどし芸者』は野田の久しぶりの映画復帰作だったが、前述のように予算も日数もオーバーし、東映主脳から「二度と映画は撮らせない」と最後通告を受け、撮影所を出入り禁止となった。野田は本作を最後に東映東京を去り、再びテレビの世界に移る。本作の後も二本の監督作があるが、東映東京は製作に関わっていない。ただ1985年に東映東京で監督を務めると報道されたことがある。それはタモリ主演の『いいとも探偵局』という映画で、これで久しぶりに映画監督に復帰することが予定されていた。1985年の正月映画第二弾の予定で話も進み、タモリの所属事務所・田辺エージェンシーも乗り気だった。撮影は1984年の8月～9月を予定していたが、監督決定や脚本が遅れてタモリのスケジュール調整が出来なくなり中止になった。当時はテレビの勢いが凄かったため、映画関係者は「テレビの方が金にはなるのだろう」と皮肉った。

## 映像ソフト
1988年にビデオが発売されている。2009年9月21日に"東映温泉芸者シリーズ"6本がDVDで発売されたが、本作は入れてもらえなかった。2022年現在DVDは未発売。